# El Pao (Bolívar)
El Pao, capital de la Parroquia Andrés Eloy Blanco, municipio Piar, Estado Bolívar, Venezuela. Se encuentra a una altitud de 485 m s. n. m. El Pao uno de los pueblos piarenses con mayor elevación.

## Historia
Fundada en 1925 cuando colonos buscadores de plata y oro se adentran en una serranía montañosa al suroeste de Upata. Arturo Vera González halló las primeras evidencias de hierro en estos predios. Más tarde, el comerciante ferretero de Ciudad Bolívar, Eduardo Boccardo, adquirió esos terrenos actuando en el marco de la ley de minas vigente para esa época y obteniendo los derechos de explotación de los mismos.
La corporación Betlehem Steel realizó exploraciones en los predios del cerro El Florero, determinando cuantiosos depósitos de hierro en esta zona, Eduardo Boccardo le traspasó los derechos mineros a la Betlehem Steel, la cual desarrolló un proyecto de explotación, creando la empresa subsidiaria Iron Mines Of Venezuela. En 1940, comenzó a desarrollar el proyecto de construcción de la carretera y la vía férrea hasta el puerto de Palua, en la rivera derecha del río Orinoco, pero éstos se vieron retrasados por los acontecimientos de la Segunda Guerra Mundial a mediados de 1944, comenzando la explotación en 1950.
El campamento El Pao, como era conocido, estaba dividido en tres grupos urbanos, "Ranking High" donde vivía la mayoría de los maestros y enfermeras, también la iglesia católica se encontraba allí, "San José Obrero" donde vivía el personal laboral, donde estaba la escuela primaria, comisariato, hospital, iglesia evangélica, policía, guardia nacional, hotel y el club social Bolívar y "El Florero" donde vivía el personal administrativo, médicos e ingenieros, en su mayoría norteamericanos entre la década de los años 50 y 70 estos tenían una escuela primaria estadounidense y el club social con piscina, cancha de tenis y bowling.
En 1974 el manejo de la mina pasó a manos del estado venezolano y en 1975 se incorporó a los trabajos de explotación la empresa Ferro-minera Orinoco, perteneciente a la Corporación Venezolana de Guayana de la cual se extrajo, hasta 1996, al menos 111 millones de toneladas de mineral.

## Clima
El Pao posee un clima tropical de selva muy fresca con períodos de lluvia anuales desde los meses de abril hasta noviembre. Las temperaturas mínimas llegan hasta los 19 °C y máximas de 31 °C, con un promedio de 24 °C.